# Фролов Андрій Олександрович
Андрій Олександрович Фролов (народився 24 січня 1983 року, Оренбург, СРСР) - російський гандболіст, лівий напівсередній. Майстер спорту міжнародного класу.

## Біографія
Почав займатися гандболом в училищі олімпійського резерву Оренбурга, перший тренер - Юрій Іванович Маринушкіна. Професійну кар'єру розпочав у Волгоградському «Каустик», з яким ставав срібним та двічі бронзовим призером чемпіоном Росії.
Пізніше грав за польські клуби «Вісла» (Плоцьк) та «Нелба» (Вагровець), українські - «Динамо» (Полтава) та ЗТР. У 2014-2016 роках виступав за гандбольний клуб «Локомотив-Політ» (Челябінськ), потім продовжив кар'єру в Ізраїлі .

## Досягнення
У 2001 році виграв юнацький чемпіонат Європи з гандболу у складі збірної Росії.
Чемпіон світу серед студентів 2004 року. Короткий час виступав в національній збірній Росії.
Має дві вищі освіти - фізкультурна (ВГАФК) і юридична (волгоградський філія РДГУ).

## Ппосилання
- Профіль на сайті ЄГФ(англ.)
- Картка гандболіста на сайті Федерації гандболу Росії [Архівовано 30 липня 2017 у Wayback Machine.]
- Андрій Фролов - новачок полтавського «Динамо» [Архівовано 5 березня 2019 у Wayback Machine.]
- Андрій Фролов: «Останні 3-4 роки дали величезний стрибок в розумінні гандболу» [Архівовано 30 липня 2017 у Wayback Machine.]